# Lijst van voetbalinterlands Congo-Kinshasa - Zambia
Deze lijst van voetbalinterlands is een overzicht van alle officiële voetbalwedstrijden tussen de nationale teams van Congo-Kinshasa (dat van 1971 tot 1997 Zaïre heette) en Zambia. De Afrikaanse buurlanden hebben tot op heden 28 keer tegen elkaar gespeeld. De eerste ontmoeting was een vriendschappelijke wedstrijd op 22 november 1969 in Kinshasa. Het laatste duel, een groepswedstrijd tijdens het African Championship of Nations 2024, werd gespeeld in Nairobi (Kenia) op 7 augustus 2025.

## Wedstrijden
| №  | Plaats        | Datum             | Competitie                           | Wedstrijd               | Uitslag |
| -- | ------------- | ----------------- | ------------------------------------ | ----------------------- | ------- |
| 1  | Kinshasa      | 22 november 1969  | Vriendschappelijk                    | Congo-Kinshasa − Zambia | 10 − 1  |
| 2  | Ndola         | 13 oktober 1971   | Afrika Cup 1972 kwalificatie         | Zambia − Congo-Kinshasa | 2 − 1   |
| 3  | ?             | 27 oktober 1971   | Afrika Cup 1972 kwalificatie         | Zaïre − Zambia          | 3 − 0   |
| 4  | Lusaka        | 4 november 1973   | WK 1974 kwalificatie                 | Zambia − Zaïre          | 0 − 2   |
| 5  | Kinshasa      | 18 november 1973  | WK 1974 kwalificatie                 | Zaïre − Zambia          | 2 − 1   |
| 6  | Caïro         | 12 maart 1974     | Afrika Cup 1974                      | Zaïre − Zambia          | 2 − 2   |
| 7  | Caïro         | 14 maart 1974     | Afrika Cup 1974                      | Zaïre − Zambia          | 2 − 0   |
| 8  | ?             | 26 juni 1981      | Vriendschappelijk                    | Zambia − Zaïre          | 3 − 1   |
| 9  | ?             | 28 juni 1981      | Vriendschappelijk                    | Zambia − Zaïre          | 2 − 2   |
| 10 | Kinshasa      | 19 november 1985  | Vriendschappelijk                    | Zaïre − Zambia          | 0 − 1   |
| 11 | Ndola         | 27 september 1986 | Vriendschappelijk                    | Zambia − Zaïre          | 2 − 2   |
| 12 | Lusaka        | 28 september 1986 | Vriendschappelijk                    | Zambia − Zaïre          | 1 − 0   |
| 13 | Lusaka        | 22 januari 1989   | WK 1990 kwalificatie                 | Zambia − Zaïre          | 4 − 2   |
| 14 | Kinshasa      | 13 augustus 1989  | WK 1990 kwalificatie                 | Zaïre − Zambia          | 1 − 0   |
| 15 | Lusaka        | 12 augustus 1990  | Vriendschappelijk                    | Zambia − Zaïre          | 0 − 0   |
| 16 | Harare        | 9 april 1997      | WK 1998 kwalificatie                 | Zaïre − Zambia          | 2 − 2   |
| 17 | Lusaka        | 16 augustus 1998  | WK 1998 kwalificatie                 | Zambia − Congo-Kinshasa | 2 − 0   |
| 18 | Lusaka        | 3 oktober 1998    | Afrika Cup 2000 kwalificatie         | Zambia − Congo-Kinshasa | 1 − 1   |
| 19 | Kinshasa      | 20 juni 1999      | Afrika Cup 2000 kwalificatie         | Congo-Kinshasa − Zambia | 0 − 1   |
| 20 | Chililabombwe | 25 september 2005 | Vriendschappelijk                    | Zambia − Congo-Kinshasa | 2 − 2   |
| 21 | Lubumbashi    | 27 september 2005 | Vriendschappelijk                    | Congo-Kinshasa − Zambia | 0 − 0   |
| 22 | Lubumbashi    | 11 december 2005  | Vriendschappelijk                    | Congo-Kinshasa − Zambia | 1 − 1   |
| 23 | Chingola      | 14 december 2005  | Vriendschappelijk                    | Zambia - Congo-Kinshasa | 4 − 1   |
| 24 | Lubumbashi    | 15 november 2008  | Vriendschappelijk                    | Congo-Kinshasa − Zambia | 0 − 0   |
| 25 | Ebebiyín      | 18 januari 2015   | Afrika Cup 2015                      | Zambia − Congo-Kinshasa | 1 − 1   |
| 26 | Luanda        | 6 november 2015   | Vriendschappelijk                    | Congo-Kinshasa − Zambia | 3 − 0   |
| 27 | San-Pédro     | 17 januari 2024   | Afrika Cup 2023                      | Congo-Kinshasa − Zambia | 1 − 1   |
| 28 | Nairobi       | 7 augustus 2025   | African Championship of Nations 2024 | Congo-Kinshasa − Zambia | 2 − 0   |

## Samenvatting
| Competitie                      | Totaal gespeeld | Winst Congo-Kinshasa | Gelijk | Winst Zambia | Doelsaldo Congo-Kinshasa – Zambia |
| ------------------------------- | --------------- | -------------------- | ------ | ------------ | --------------------------------- |
| WK-kwalificatie                 | 6               | 3                    | 1      | 2            | 9 − 9                             |
| Afrika Cup                      | 4               | 1                    | 3      | 0            | 6 − 4                             |
| Afrika Cup-kwalificatie         | 4               | 1                    | 1      | 2            | 5 − 4                             |
| African Championship of Nations | 1               | 1                    | 0      | 0            | 2 − 0                             |
| Vriendschappelijk               | 13              | 2                    | 7      | 4            | 22 − 17                           |
| Totaal                          | 28              | 8                    | 12     | 8            | 44 − 34                           |

Wedstrijden bepaald door strafschoppen worden, in lijn met de FIFA, als een gelijkspel gerekend.

## Details

### Zesde ontmoeting
| Finale Afrika Cup 1974 (Internationaal Stadion, Caïro, Egypte, 12 maart 1974):                                                                             |              | |
| Zaïre | 2 – 2        | Zambia |
| Ndaye Mulamba 65' Ndaye Mulamba 117' | goals        | 40' Simon Kaushi 120' Brighton Sinyangwe |
| Saad Gamar | bondscoach   | Ante Buselic |
| Robert Mwamba Laurent Ngoie Raymond Bwanga Lobilo Bopa Ilunga Mwepu Raoul Kidumu Adelard Mayanga Mabwene Mana Mafuila Mavuba Mulamba Ndaye Emmanuel Kakoko | opstellingen | Emmanuel Mwape Dickson Chama Dickson Makwaza Edwin Mbaso Ackim Musenga Bernard Chanda Jan Stimulambo Boniface Simutowe Simon Kaushi Joseph Mapulanga Brighton Sinyangwe |

Vanwege het gelijkspel in deze finale werd er een replay gespeeld.

### Zevende ontmoeting
| Finale (replay) Afrika Cup 1974 (Internationaal Stadion, Caïro, Egypte, 14 maart 1974):                                                                     |              | |
| Zaïre | 2 – 0        | Zambia |
| Ndaye Mulamba 30' Ndaye Mulamba 76' | goals        | |
| Saad Gamar | bondscoach   | Ante Buselic |
| Robert Mwamba Albert Mukombo Raymond Bwanga Lobilo Bopa Ilunga Mwepu Raoul Kidumu Adelard Mayanga Mabwene Mana Mafuila Mavuba Mulamba Ndaye Emmanuel Kakoko | opstellingen | Emmanuel Mwape Dickson Chama Dickson Makwaza Edwin Mbaso Ackim Musenga Bernard Chanda Jan Stimulambo Boniface Simutowe Simon Kaushi Joseph Mapulanga Brighton Sinyangwe |

Zaïre werd voor de tweede keer kampioen van Afrika. 
FECOFA · Bondscoaches · Selecties · A-internationals · Vrouwenelftal van Congo-Kinshasa
1960 – 1969 ·
1970 – 1979 ·
1980 – 1989 ·
1990 – 1999 ·
2000 – 2009 ·
2010 – 2019 ·
2020 – 2029
AC 1965 ·
AC 1968 ·
AC 1970 ·
AC 1972 ·
AC 1974 ·
WK 1974 ·
AC 1976 ·
AC 1988 ·
AC 1992 ·
AC 1994 ·
AC 1996 ·
AC 1998 ·
AC 2000 ·
AC 2002 ·
AC 2004 ·
AC 2006 ·
AC 2013
1963 ·
1964 · 
1965 ·
1966 · 
1967 ·
1968 · 
1969 ·
1970 · 
1971 ·
1972 · 
1973 ·
1974 · 
1975 · 
1976 ·
1977 · 
1978 ·
1979 ·
1979 · 
1980 ·
1980 · 
1981 ·
1982 ·
1983 ·
1984 · 
1985 ·
1986 · 
1987 ·
1988 · 
1989 ·
1990 · 
1991 ·
1992 · 
1993 ·
1994 · 
1995 ·
1996 · 
1997 ·
1998 · 
1999 ·
2000 · 
2001 ·
2002 · 
2003 ·
2004 · 
2005 · 
2006 ·
2007 · 
2008 ·
2009 · 
2010 · 
2011 ·
2012 · 
2013 · 
2014 ·
2015 ·
2016 ·
2017 ·
2018 ·
2019 ·
2020 ·
2021 ·
2022 ·
2023
Algerije ·
Angola ·
Bahrein ·
Benin ·
Botswana ·
Brazilië ·
Burkina Faso ·
Burundi ·
Centraal-Afrikaanse Republiek ·
China ·
Congo-Brazzaville ·
Djibouti ·
Egypte ·
Equatoriaal-Guinea ·
Ethiopië ·
Gabon ·
Gambia ·
Ghana ·
Guinee ·
Irak ·
Ivoorkust ·
Joegoslavië ·
Kaapverdië ·
Kameroen ·
Kenia ·
Lesotho ·
Liberia ·
Libië ·
Madagaskar ·
Malawi ·
Mali ·
Marokko ·
Mauritanië ·
Mauritius ·
Mexico ·
Mozambique ·
Namibië ·
Nieuw-Zeeland ·
Niger ·
Nigeria ·
Oeganda ·
Oman ·
Qatar ·
Roemenië ·
Rwanda ·
Saoedi-Arabië ·
Schotland ·
Senegal ·
Seychellen ·
Sierra Leone ·
Soedan ·
Swaziland ·
Tanzania ·
Togo ·
Tsjaad ·
Tunesië ·
Zambia ·
Zimbabwe ·
Zuid-Afrika ·
Zuid-Soedan
FAZ · 
A-internationals · 
Selecties · 
Statistieken · 
Zambiaans vrouwenelftal · 
Olympisch elftal · 
Zambia U21 · 
Zambia U20 · 
Zambia U18 · 
Zambia U17
1964 – 1979 ·
1980 – 1989 ·
1990 – 1999 ·
2000 – 2009 ·
2010 – 2019 ·
2020 − 2029
1964 ·
1965 ·
1966 ·
1967 ·
1968 ·
1969 ·
1970 ·
1971 ·
1972 ·
1973 ·
1974 ·
1975 ·
1976 ·
1977 ·
1978 ·
1979 ·
1980 ·
1981 ·
1982 ·
1983 ·
1984 ·
1985 ·
1986 ·
1987 ·
1988 ·
1989 ·
1990 ·
1991 ·
1992 ·
1993 ·
1994 ·
1995 ·
1996 ·
1997 ·
1998 ·
1999 ·
2000 ·
2001 ·
2002 ·
2003 ·
2004 ·
2005 ·
2006 ·
2007 ·
2008 ·
2009 ·
2010 ·
2011 ·
2012 ·
2013 ·
2014 ·
2015 ·
2016 ·
2017 ·
2018 ·
2019 ·
2020 ·
2021 ·
2022
Algerije · 
Angola ·
België ·
Benin ·
Botswana ·
Brazilië ·
Burkina Faso ·
Burundi ·
Chili ·
China ·
Comoren ·
Congo-Brazzaville ·
Congo-Kinshasa ·
Djibouti ·
Ecuador ·
Egypte ·
Equatoriaal-Guinea ·
Ethiopië ·
Gabon ·
Gambia ·
Ghana ·
Guinee ·
Guinee-Bissau ·
Honduras ·
India ·
Irak ·
Iran ·
Israël ·
Ivoorkust ·
Jamaica ·
Japan ·
Jemen ·
Jordanië ·
Kaapverdië ·
Kameroen ·
Kenia ·
Koeweit ·
Lesotho ·
Liberia ·
Libië ·
Madagaskar ·
Malawi ·
Mali ·
Marokko ·
Mauritanië ·
Mauritius ·
Mozambique ·
Namibië ·
Niger ·
Nigeria ·
Noord-Korea ·
Oeganda ·
Oman ·
Rusland · 
Rwanda ·
Saoedi-Arabië ·
Senegal ·
Seychellen ·
Sierra Leone ·
Soedan ·
Somalië ·
Swaziland ·
Tanzania ·
Togo ·
Tsjaad ·
Tunesië ·
Zimbabwe ·
Zuid-Afrika ·
Zuid-Korea
Ivoorkust (2012)